# Sensuntepeque
Sensuntepeque est une municipalité du département de Cabañas au Salvador.